# Amyna natalis
Amyna natalis là một loài bướm đêm thuộc họ Noctuidae. Nó phân bố rộng rãi ở châu Á nhiệt đới đến phía bắc Úc. Nó là loài du nhập ở Hawaii, nơi nó được tìm thấy ở Oahu.
Sải cánh dài 16–22 mm
Ấu trùng ăn Abutilon incanum, Sida cordifolia, Sida fallax, Sida rhombifolia và Waltheria americana. The caterpillars are green loopers.